# Чаянка
Чаянка — село в Брасовском районе Брянской области, в составе Веребского сельского поселения.
Население — 96 человек (2013 г.).
Расположено в правобережье реки Чаянка в 6 км к северу от села Веребск. Имеются автодороги от Локтя — через Сныткино и Добрик (с северо-запада) и через Глоднево (с юго-востока).

## История
Упоминается с первой половины XVII века. В XVIII веке — владение Кантемиров, позднее Кушелевых-Безбородко. Приход храма Покрова Богородицы упоминается с 1628 года. В 1895 году была открыта земская школа.
Первоначально в составе Карачевского уезда, затем Глодневского стана Комарицкой волости (Севского уезда), в 1778—1782 гг. в Луганском уезде. С 1782 по 1928 гг. — в Дмитровском уезде Орловской губернии (с 1861 — в составе Хотеевской волости, с 1923 в Глодневской волости). С 1929 года — в Брасовском районе.
До 2005 года являлось центром Чаянского сельсовета.

## Храм Покрова Пресвятой Богородицы
Последнее здание храма было построено в 1794 (не сохранилось). В 1865 году умер священник Покровского храма Александр Покровский.

## Население
| Годы      | 1858 | 1866 | 1893 | 1923 | 1926 | 1979 | 1989 | 2002 |
| --------- | ---- | ---- | ---- | ---- | ---- | ---- | ---- | ---- |
| Население | 451  | 521  | 834  | 721  | 783  | 196  | 164  | 152  |

| 2010 | 2013 |
| ---- | ---- |
| 96   | →96  |